# Лаба, Василий Михайлович
Васи́лий Миха́йлович Ла́ба, Васи́ль Ла́ба (укр. Василь Лаба; 1 сентября 1887, Бертышев — 10 ноября 1976, Эдмонтон) — украинский религиозный деятель УГКЦ. Доктор богословия (1914). Действительный член Научного общества им. Тараса Шевченко (1947).

## Биография
После окончания академической гимназии во Львове, изучал теологию в Инсбруке, Вене и Фрайбурге.
В 1912 был рукоположен. Во время Первой мировой войны — Капеллан (армейский священник) 36-го Коломыйского стрелкового полка австро-венгерской императорской армии, воевавшей на Итальянском фронте.
С начала 1919 — полевой духовник, с декабря того же года — начальный капеллан (генеральный викарий) Украинской галицкой армии.
С 1920 — преподаватель в гимназиях, профессор греко-католической духовной богословской академии во Львове, был соборным крылошанином митрополичьей капитулы УГКЦ.
Во время Второй мировой войны организовал и возглавил в качестве начального капеллана полевое духовенство дивизии СС «Галичина» и куреня УПА «Львы» (1943—1945).
С 1945 — основатель и ректор Украинской духовной семинарии (первоначально, в Германии, с 1948 — в Нидерландах); с 1950 — генеральный и судебный викарий Эдмонтонской епархии (Канада).
Одновременно, с 1964 — проректор и профессор Украинского католического университета в Риме.
Автор работ «Біблійна герменевтика» (1929), «Патрологія» (ч. 1, 1931; ч. 2, 1932; ч. 3, 1934; все — Львов).
Также печатался в газетах и журналах Эдмонтона («Богословія», «Нива», «Мета», «Українські вісті»).